# Rosmerta
Rosmerta – w mitologii celtyckiej bogini dóbr i obfitości, występująca w postaci matki karmicielki, szafarki darów.
Na ogół uznawana za małżonkę boga płodności i śmierci Smertulusa lub Smertosa (Smertriosa). W synkretyzmie północno-wschodniej Galii występowała później jako towarzyszka Merkurego.  
Także w Brytanii włączona do rzymsko-brytańskiego kultu tego boga, gdzie wśród atrybutów przejęła jego kaduceusz, zachowując swój symbol obfitości (róg lub kosz owoców albo wiadro bądź kadź darów). Funkcję takiego naczynia wyjaśnia się jako prawdopodobnie symbolizującego regenerację, podobnie jak tzw. kocioł odnowy w mitologii irlandzko-walijskiej.
W mitologii galijskiej uważana za jedną z postaci (hipostaz) Epony. Dla obu poświadczony jest kult na terytorium celto-germańskich Trewerów.
Jej teonim ma pochodzić od celtyckiego smer („przypominać”, „przewidywać”), być może o genezie pokrewnej greckim pojęciom meros i moira (los, przeznaczenie). Natomiast rdzeń smert nasuwa skojarzenie ze słowiańskim słowem oznaczającym „śmierć” i wyrażałby cechę tego bóstwa nieuwidocznioną w symbolice Epony. O jej popularności świadczy częstotliwość występowania imienia w inskrypcjach z obszaru cywilizacji celtyckiej. W sztuce sakralnej przedstawiana w długiej szacie, często z rogiem obfitości, niekiedy z innymi atrybutami (trzos/sakiewka, czara, podwójny topór, wąż).  